# Jornal Nacional
A Jornal Nacional (kiejtése: zsornál nászionál) a brazil TV Globo hírműsora. Az első adás 1969. szeptember 1.-én volt és azóta Brazília egyik legnézettebb hírműsora. 

## Története
A Jornal Nacional 1969-ben jelentkezett először Hilton Gomes és Cid Moreira műsorvezetőkkel, az adást Rio de Janeiróból közvetítették, hónapokkal később a hírműsor az első női műsorvezetővel Márcia Mendeszel jelentkezett. Az 1970-es években a Jornal Nacional nagyobb hangsúlyt fektetett a külföldi és sporthírekkel. A brit Beyond Citizen Kane dokumentumműsorban úgy vélték, hogy mivel a Globo televíziótársaság üzleti sikereit a Brazil katonai diktatúrának köszönhette, így cserébe nem tudosított a diktatúra elnyomásáról.  
Mindezek ellenére a hírműsor számos innovációt valósított meg: 1970-től színes adásokkal jelentkezett, 1973-tól műholdas tudosításokkal, 1976-tól élő tudosításokkal és 1977-tól videós tudosításokkal jelentkezett. 
Az 1980-as években három műsor váltott ki visszatettszést a közvéleményből: 1982-ben a Rio de Janeiro-i állami választáson a Globót választási csalásban való részvétellel vádolták meg. A Rede Globo egykori dolgozója, Roméro da Costa Machado szerint, Leonel Brizolát, a rezsim ellenzékének jelöltjét a Globo tulajdonosa Roberto Marinho üldözte. 1984-ben a gyengülő katonai diktatúrban a közvetlen elnökválasztást követelő civil mozgalom, a Direitas Já tüntetéséről a Jornal Nacional elfogultan, részrehajlóan tudosított.  1989-ben a Jornal Nacionalt azzal vádolták, hogy az elnökválasztásti vitát úgy vágták meg, hogy a jobboldali Fernando Collor tünjön fel jobb színben, a kihívójával Luiz Inácio Lula da Silvával szemben. 
Az 1990-es években a Jornal Nacional tudosításaiban előtérbe kerültek a favelákban levő rendőri brutalitások, a társadalombiztosításban levő korrupciós ügyek

## Műsorvezetők
A műsor 50 éve alatt számos műsorvezető fordult meg a Jornal Nacionalnál. Az első műsorvezető páros Hilton Gomes és Cid Moreira voltak. 1971-ben Gomest lecserélték Sérgio Chapelinre és a műsor egyik leghosszabb állandó műsorvezető párosát adta Cid Moreirával. 1983-ban Chapelint pedig Carlos Freitas váltotta a műsorvezetői székben aki Cid Moreirával 1989-ig volt műsorvezető, majd az ő helyére visszatért Chapelin, aki Moreirával volt műsorvezető 1996-ig.
1989-ben kezdett William Bonner és női műsorvezetőpárosa Lillian Witte Fibe. 1998 és 2011 között Witte Fibe helyett Fátima Bernardes volt William Bonner műsorvezetői párja, aki az életben Bonner ex-felesége. 
A műsornak 2014-ig William Bonner és Fátima Bernardes mellett Chapelin és Moreira állandó műsorvezető párosok voltak. 2014 óta William Bonner mellett Renata Vasconcellos a műsorvezető. 

## Nézettségi adatok
| Év   | Nézők (rating pontok) | Share (%) |
| ---- | --------------------- | --------- |
| 2000 | 39.4                  | 56,6      |
| 2001 | 37.8                  | 56,6      |
| 2002 | 36.6                  | 55,2      |
| 2003 | 36.6                  | 56,7      |
| 2004 | 40 (39.8)             | 61,9      |
| 2005 | 35.8                  | 54,8      |
| 2006 | 36.4                  | 54,3      |
| 2007 | 34.0                  | 53,8      |
| 2008 | 32.4                  | 50,9      |
| 2009 | 30.9                  | 50,4      |
| 2010 | 29.8                  | 49,3      |
| 2011 | 32.0                  | 52,4      |
| 2012 | 28.2                  | 48,5      |
| 2013 | 26                    | 45%       |
| 2014 | 23                    | 37%       |